# Gary McCutcheon
Gary McCutcheon (Dumfries, 8 ottobre 1978) è un ex calciatore scozzese, di ruolo attaccante.

## Carriera
Ha diviso la sua carriera ventennale tra Scozia e Irlanda del Nord. Vanta 19 presenze in SPL, 6 incontri di UEFA Europa League, un titolo di miglior marcatore del campionato nordirlandese e più di 150 gol in tutti i campionati.

## Palmarès

### Club
- Irish Football League Cup: 1

Portadown: 2008-2009

### Individuale
- Capocannoniere del campionato nordirlandese: 1

2011-2012 (27 gol)